# Joska Skalník
Joska Skalník, vlastním jménem Josef Skalník (* 23. března 1948 v Praze), je český výtvarník a grafik. Vystudoval pražskou Střední uměleckoprůmyslovou školu a nastoupil do Státního divadelního studia, odkud roku 1977 přešel do Činoherního klubu, v němž pořádal i výstavy obrazů a fotografií umělců, kteří neměli přístup do tehdejších oficiálních galerií. V roce 1970 spoluzakládal Jazzovou sekci a působil též v samizdatových periodikách (například Revolver Revue a Lidových novinách). V Jazzové sekci také uskutečnil svůj projekt Minisalon.
Na sklonku roku 1989 se účastnil zakládající schůze Občanského fóra, o níž měl, podle pozdějších obvinění, informovat Státní bezpečnost. Skalník toto obvinění odmítá. Po Sametové revoluci se stal poradcem prezidenta republiky Václava Havla, a před volbami v roce 1990 jím byl osloven, aby vytvořil nový státní znak. Své působení na Hradě na přelomu let 1990 a 1991 ukončil a od té doby se věnuje malířství a grafice. Od poloviny devadesátých let 20. století jezdí pravidelně čerpat inspiraci a regenerovat se na ostrov Bali, kam se dostal díky svým výstavám v Japonsku a jihovýchodní Asii. Kromě těchto lokalit vystavoval též v Evropě, Africe a v Severní Americe.
V jeho dílech převažuje modrá barva a objevují se v nich ustálené motivy (bílá oblaka či geometrické útvary). Jeho výtvory jsou zastoupeny ve sbírkách galerií v České republice i ve světě.

## Život
Narodil se v Praze, ale mládí prožil v Kolíně. Jeho otcem je Josef Skalník (* 1922), který pracoval jako horník, a matkou Jarmila Skalníková (* 1930), jež byla úřednicí. V dětském věku trpěl zdravotními obtížemi a chodit začal až v pěti letech po absolvování léčby u profesora Jana Zahradníčka. Roku 1971 dokončil Střední uměleckoprůmyslovou školu v Praze, kde studoval obor Užitá a propagační grafika. Již od patnácti let ale navštěvoval kolínskou Lidovou školu umění, v níž se věnoval studiu malířství. V osmnácti letech se setkal s malířem Františkem Foltýnem, což sám Skalník považuje za své velké štěstí. Měl totiž možnost navštěvovat jeho ateliér ve chvíli, kdy za Foltýnem přicházeli další malíři a přátelé (Josef Sudek či Jindřich Chalupecký), a Skalník je tak mohl pozorovat při práci a zároveň poslouchat jejich rozhovory. V roce 1969 však utrpěl úraz, jehož následkem vidí pouze na jedno oko.
Po absolvování školy pracoval jako malíř písma a dekorací v pražském Státním divadelním studiu. Roku 1970 spoluzakládal Jazzovou sekci a vytvořil také její celkovou výtvarnou koncepci. V Jazzové sekci působil jako místopředseda. Díky zdejší činnosti měl možnost se seznámit s osobnostmi, jež podle svých slov obdivoval. Patřili mezi ně Jiří Kolář, Bohumil Hrabal nebo Václav Havel. V roce 1977 začal pracovat v Činoherním klubu, kde vystřídal Libora Fáru. Byl kmenovým výtvarníkem tohoto divadla a v tamních prostorách pořádal řadu výstav těch, kteří do tehdejších oficiálních galerií neměli přístup. Patřili mezi ně Adriena Šimotová, Stanislav Kolíbal či Čestmír Kafka. Ve spolupráci s Annou Fárovou a Miroslavem Pokorným tady začali pořádat také výstavy fotografií. V té době působil rovněž v dalších kulturních projektech: byl v redakci Revolver Revue, souběžně s tím též v samizdatových Lidových novinách či Originálním videojournálu. V rámci Jazzové sekce uskutečnil také svůj projekt Minisalon. Kvůli angažování se v Jazzové sekci, což byla nezávislá organizace provozující alternativní či neoficiální aktivity vůči tehdejšímu vládnoucímu režimu ve státě, byl Skalník v procesu s Jazzovou sekcí v roce 1986 vězněn a odsouzen podmínečně na 3 roky.
Díky svému zaměstnání v Činoherním klubu byl přítomen na zakládající schůzce Občanského fóra, která se právě v jeho prostorách 19. listopadu 1989 uskutečnila. O této události měl podle pozdějších obvinění, coby agent Státní bezpečnosti, informovat jejího generála Alojze Lorence. Když byl koncem prosince 1989 Václav Havel zvolen prezidentem republiky, ustavila se skupina jeho poradců pojmenovaná Kolegium prezidenta republiky. Jejím členem byl i Skalník, jenž v ní byl jediným výtvarníkem. Během jara 1990 ho prezidentem Havel oslovil, aby vytvořil novou podobu státního znaku. Téhož roku také z podnětu Václava Havla, Theodora Pištěka a Jiřího Koláře vznikla Cena Jindřicha Chalupeckého, kterou jsou oceňováni mladí výtvarní umělci. Sám Jindřich Chalupecký byl v té době již chorý a upoután na lůžko, ale Skalník s Havlem ho navštívili, přednesli mu svou myšlenku a on s návrhem souhlasil.
Své působení na Hradě ukončil Skalník v roce 1990, protože podle svých slov trpěl nezájmem svého okolí zabývat se kulturou. Od té doby se věnuje svobodnému povolání malíře a grafika. Roku 1992 uskutečnil výstavu v Japonsku, která mu otevřela dveře do Asie. Po této výstavě prezentoval své výtvory na dalších místech této části světa – v Indonésii, Malajsii a Thajsku. Během výstavy v indonéské Jakartě ho oslovil člověk žijící na Bali a pozval Skalníka k návštěvě tohoto ostrova. Prostředí, které na ostrově panuje, Skalníka ohromilo a od té doby na něj pravidelně jezdí. Rád by zde ke stáří i dožil. Během návštěv ostrova sice čerpá inspiraci ke své tvorbě, ale vlastní výtvory tvoří až ve svém ateliéru v domě na jižní straně pražských Riegrových sadů.
Roku 1994 mu byla udělena Cena Masarykovy akademie umění za uměleckou činnost. O dva roky později se uskutečnila velká umělcova výstava v pražském Mánesu nazvaná „Cesta do snu“, na níž představoval své obrazy, grafiky, objekty a prezentoval zde i výběr z užité tvorby (například obaly gramodesek). Úvodní projev pronesl a záštitu nad celou výstavou přijal tehdejší prezident republiky Václav Havel. Roku 1998 se uskutečnila výstava v Českém centru v americkém New Yorku a na její vernisáži v polovině dubna byl premiérově promítnut film Skalník modrý, který k umělcovým padesátým narozeninám natočila režisérka Judita Křížová a jehož tématem byl Joska Skalník.

### Spolupráce sStB
Roku 2009 vydal Ústav pro studium totalitních režimů ve spolupráci s Prahou 1 publikaci nazvanou Občanské fórum, den první, v níž je uvedeno, že Skalník měl od 2. září 1982 založen spis kandidáta tajné spolupráce pod krycím jménem „Ohio“ s registračním číslem 24116, který byl zaveden 2. oddělením 1. odboru II. správy Sboru národní bezpečnosti. Dne 26. července 1983 byl podle téhož zdroje převeden na osobní svazek tajného spolupracovníka s krycím jménem „Black“, následně 4. července 1989 měla proběhnout změna krycího jména na „Gogh“ a 6. prosince 1989 byl na 1. oddělení 1. odboru II. správy Sboru národní bezpečnosti celý svazek zničen, včetně složek finančních dokladů (FD), vlastnoručních zpráv (VZ) a kopií pomocných písemností (KPP). Tento spolupracovník měl pro prvního náměstka federálního ministra vnitra Alojze Lorence připravit informaci o založení Občanského fóra a o prohlášení DAMU a FAMU pojmenované „Nečekat – jednat!“.
V prosinci 2009 vydal server Lidovky.cz článek, v němž uvádí, že z dokumentů, jež Ústav pro studium totalitních režimů odhalil, vyplývají informace o Skalníkově informování Státní bezpečnosti (StB) o jeho schůzkách se zaměstnanci velvyslanectví Spojených států amerických. Ač již Skalníkův spis neexistuje, pracovníci ústavu našli ve svazcích vedených StB na americké diplomaty důkazy, v nichž Skalník coby tajný spolupracovník s krycím jménem „Black“ figuruje. Jsou to především agenturní zprávy, ve kterých kapitán StB Václav Čadek popisuje své schůzky se Skalníkem. Protože ovšem na žádném z dokumentů není Skalníkův podpis, české soudy by proto podobně jako v jiných podobných případech podle názoru internetového portálu Lidovky.cz pravděpodobně uznaly, že Skalníka StB registrovala neoprávněně. Zmíněné materiály, z nichž je vyvozována Skalníkova spolupráce s StB, si vyzvedl Skalníkův zmocněnec John Bok. Skalník se ke vzneseným obviněním sice sám nevyjádřil, ale podle Boka spolupráci s StB odmítá a tvrdí, že si Čadek vše vymyslel. Informace připisované Skalníkovi mohl Čadek (podle Bokova názoru) získat od jiných agentů nebo z odposlechů. Podle Boka se Čadek navíc dopustil několika chyb (například záměny Skalníka za vedoucího Jazzové sekce Karla Srpa staršího). Dřívější spolupracovník Václava Havla Jiří Křižan ale tvrdí, že Skalník se na jaře 1990 ke spolupráci s StB doznal, a kvůli tomu pak musel odejít z Pražského hradu, kde v té době působil. Tou dobou podle Křižana ještě existoval Skalníkův spis a výtvarník pod tíhou důkazů rezignoval. Bok však takové Křižanovo tvrzení označil za lež. I ředitel Ústavu pro studium totalitních režimů Pavel Žáček považuje úvahu, že si Čadek vše vymyslel, za nepravděpodobnou. Skalník podle Žáčka dostane příležitost se k obvinění vyjádřit na stránkách ústavního časopisu.
Proti nařčení ze spolupráce se Skalník na internetovém portále Lidovky.cz bránil tvrzením, že ani nedonášel StB informace o vzniku Občanského fóra, ani nebyl zaúkolován prací proti americkému velvyslanectví. Podklady z Ústavu pro studium totalitních režimů, z nichž takové informace vyplývají, označil za nekompletní. Své nařčení odmítl a toto odmítnutí podporuje skutečností, že po roce 1989 nejméně čtyřikrát bez problémů získal víza do Spojených států amerických, kde se s některými bývalými diplomaty i setkal. Tvrdil, že kontakty s příslušníky StB vždy považoval za vynucené a že je hluboce přesvědčen, že nikomu neublížil. O konkrétní podobě kontaktů s StB a dobových souvislostech se chystá napsat v knize, kterou připravuje.

### Rodina
V roce 1972 se Skalník oženil s restaurátorkou Janou rozenou Otípkovou, a z manželství vzešly tři děti: Jan (* 1975), Lenka (* 1977) a umělecký řezbář Marek (* 1978). Dcera Lenka však zemřela při autonehodě a Joska Skalník se rozhodl pokračovat v dcerou započaté práci (chtěla se věnovat arteterapii). Založil proto nadaci, do níž přispěl i Václav Havel, jež umožňuje mladým lidem, kteří prošli osobní drogovou zkušeností (mezi něž patří i jeho dva synové), začít nový život. Navíc Skalník tvrdí, že „dotek s uměním může u lidí pozitivně měnit jejich vědomí, může je zjemňovat a kultivovat“. Z druhého manželství má dceru Julii (* 2005).

## Dílo
Ve svém díle vytváří malby, koláže, knižní a plakátovou tvorbu, ilustrace a typografii. Často opakuje své oblíbené prvky (bílá oblaka, geometrické útvary nebo volné tahy štětcem přes monochromní plochu). V tvorbě převažuje modrá barva. Sám Skalník to zdůvodňuje tím, že jako malý chlapec měl na svých nohou sádru, a proto se nemohl pohybovat jako běžní kluci v tom věku. Pohyboval se po zdravotnických zařízeních, kde byly na zdech kachlíčky laděné do bleděmodré barvy a na nemocničních sálech byly chromované reflektory. Navíc se také často díval do nebe. To vše na něj působilo a formovalo jeho náklonnost k modré barvě.
Svá díla vedle České republiky a zemí jihovýchodní Asie vystavoval také ve Francii, Německu, Spojeném království, Spojených státech amerických, Nizozemsku, Polsku, Mexiku, Jihoafrické republice či v Harare, hlavním městě afrického státu Zimbabwe. Na divácích v Asii či Africe oceňuje skutečnost, že se chtějí dobrat smyslu toho, co na obrazech vidí. To mu u Evropanů schází. Jeho díla jsou zastoupena ve sbírkách galerií v České republice i v zahraničí.

### Minisalon
Za vlády komunistické strany v Československu byl většině tehdejších umělců znemožněn přístup do galerií, kde by mohli vystavovat své výtvory. Roku 1984 proto Skalník s podporou Jazzové sekce vyzval celkem 284 českých a slovenských výtvarníků, aby vytvořili svůj výtvor na volné téma do dřevěné krabičky o rozměrech 15 × 15 × 5 cm, které nechal vyrobit u truhláře na Slovensku. Krabička musela zůstat v původním rozměru a vytvořené dílo nesmělo přesahovat její hloubku (5 cm). Autor výtvoru musel navíc současně počítat s tím, že krabička bude zavěšená, tedy že nebude položená. Zpátky se vrátila díla od 244 autorů (například Oldřicha Kulhánka, Kurta Gebauera, Karla Nepraše, Theodora Pištěka, Jaroslava Šerýcha či Olbrama Zoubka). Výstava se měla uskutečnit ve sklepní galerii Jazzové sekce na pražském Kačerově, leč nedošlo k ní, neb se stupňovaly perzekuce proti Jazzové sekci a tehdejší policie měla zájem i o Minisalon, jak byla výstava nazvána. Ten proto musel být ukryt a k výstavě celého souboru došlo až na přelomu května a června 1992 v pražské galerii Nová síň. Následujícího roku vystavovalo Minisalon Muzeum moderního umění v belgickém Monsu. A od roku 1994 soubor putoval tři roky po výstavách ve Spojených státech amerických. Jednou z těchto výstav byla také prezentace české kultury nazvané Oslava Prahy, která se konala v New Yorku. Od roku 1997 je z popudu prezidenta Václava Havla vystaven na Pražském hradě. V roce 2003 byl prezentován na přehlídce české kultury nazvané Bohemia Magica, která se konala v Paříži.

### Státní znak Československa
Když se v roce 1990 blížily první svobodné československé volby po Sametové revoluci, uvědomoval si tehdejší prezident Václav Havel, že země má stále státní znak z doby socialismu. Oslovil proto Skalníka, jediného výtvarníka v Kolegiu prezidenta republiky, s úkolem, aby navrhl nový státní znak. Ten se proto scházel s heraldiky (především s Jiřím Loudou) a konzultoval s nimi podobu znaku. Vedle velkého státního znaku navrhl také malý český i malý slovenský znak a dále prezidentskou standartu s pečetí.

### Výstavy
Přehled výstav, na nichž bylo Skalníkovo dílo prezentováno buď samostatně, nebo spolu s díly dalších umělců.

#### Autorské
- 1968 Beat klub Hrádek, Kolín
- 1968 Galerie za stěnou, Praha
- 1985 Joska Skalník: Sny, situace, hry, Junior klub Na chmelnici, Praha
- 1987 Galerie Drogerie Zlevněné zboží, Brno
- 1989 Divadlo Semafor, Praha
- 1989 J-Galerie, Nový Jičín
- 1989 Joska Skalník: Volná tvorba, Galerie Na Hradbách, Kolín
- 1990 Realistické divadlo, Praha
- 1991 Galerie Artforum, Praha
- 1992 Joska Skalník: Instalace, Galerie Nová síň, Praha
- 1992 Regionální muzeum, Kolín
- 1992 Citizens Gallery, Kóbe, Japonsko
- 1992 Computer Art Gallery, Kóbe, Japonsko
- 1993 Joska Skalník, Galerie Caesar, Olomouc
- 1994 Galerie Radost FX, Praha
- 1996 World Trade Center, Jakarta, Indonésie
- 1996 The National Art Gallery, Kuala Lumpur, Malajsie
- 1996 Silpakorn University Art Gallery, Bangkok, Thajsko
- 1996 Joska Skalník: Sny – situace – hry / Dreams – situations – plays, Mánes, Praha
- 1997 Irma Stern Museum, Kapské Město, Jihoafrická republika
- 1997 State Theatre Pretoria, Pretoria, Jihoafrická republika
- 1997 Sandros Gallery, Harare, Zimbabwe
- 1998 Galerie Arton, Kolín
- 1998 Czech center, New York, Spojené státy americké
- 1998 Velvyslanectví České republiky, Washington, Spojené státy americké
- 1998 Turčianská galéria, Martin, Slovensko
- 1998 Oravská galéria, Dolný Kubín, Slovensko
- 1999 Galerie Katakomby, Brno
- 1999 Prácheňské muzeum, Písek
- 1999 Synagoga Na Palmovce, Praha
- 1999 Galerie Nový Horizont, Praha
- 1999 Galerie umění, Benešov
- 2000 Hotel Regent Four Seasons, Jakarta, Indonésie
- 2000 Hotel Radisson, Bali, Indonésie
- 2000 Cultural Center of Philippines, Manila, Filipíny
- 2000 Casa Goroda Museum, Cebu, Filipíny
- 2000 City Hall, Bohol, Filipíny
- 2001 Marcopia Gallery, Bombaj, Indie
- 2001 NFA Theatre Gallery, Puné, Indie
- 2001 Okresní muzeum, Rakovník
- 2002 Blue Velvet Café, Praha
- 2002 Galerie Kruh, Znojmo
- 2003 Jintair Art Museum, Peking, Čínská lidová republika
- 2003 Korea Gallery, Soul, Jižní Korea
- 2004 Joska Skalník: Sny – situace – hry / Dreams – situations – plays, Galerie Bayer & Bayer, Praha
- 2004 Joska Skalník: Hry, situace, sny, Galerie Mona Lisa, Olomouc
- 2005 Czech Front Gallery, Los Angeles, Spojené státy americké
- 2005 Divadlo Bolka Polívky, Brno
- 2006 Cafe Churchill, Praha
- 2006 Galerie Carpe Diem, Praha
- 2006 Farní dvůr, Horní Dubenky
- 2006 Galerie Kávovarna, Praha
- 2007 Bohemian National Hall, New York, Spojené státy americké
- 2008 Joska Skalník: Hry, situace, sny, Galerie Smečky, Praha
- 2009 Galeria de Arte USB, Caracas, Venezuela
- 2009 Marsi Gallery – Suan Pakkard Palace, Bangkok, Thajsko
- 2010 Joska Skalník: Hry, situace, sny, Chodovská tvrz, Praha[23]
- 2010 Golem klub, Praha
- 2010 National Gallery of Jamaica, Kingston, Jamajka
- 2011 Tranzit.sk, Bratislava, Slovensko
- 2012 Abstract klub, Praha
- 2013 Joska Skalník: Hry, situace, sny, Galerie Smečky, Praha[24]

#### Společné
- 1982 Dům umění, Brno
- 1986 Kunstgewerbemuseum, Curych, Švýcarsko
- 1987 Grand Palais, Paříž, Francie
- 1987 Výtvarné setkání, Křižánky
- 1987 Divadlo v pohybu, Brno
- 1988 Pocta Warholovi, Galerie H, Kostelec nad Černými lesy
- 1988 Brooks Hall Gallery, Severní Karolína, Spojené státy americké
- 1988 Salón pražských výtvarných umělců '88, Park kultury a oddechu Julia Fučíka, Praha
- 1989 Dny otevřeného dialogu, Brno
- 1989 Europe Against of Current, Amsterdam, Nizozemsko
- 1990 City Gallery of Contemporary Art, Raleigh, Spojené státy americké
- 1990 Ferris Booth Hall, New York, Spojené státy americké
- 1990 Palais du Rhin, Štrasburk, Francie
- 1990 Krannert Art Museum, Champaign–Urbana, Spojené státy americké
- 1990 Galerie La Serre, Grugliasco, Itálie
- 1990 The Art Institute, Boston, Spojené státy americké
- 1990 Salone Seat, Turín, Itálie
- 1990 University of Nebraska, Lincoln, Spojené státy americké
- 1990 Galeria Zacheta, Varšava, Polsko
- 1990 Institute of Technology, Rochester, Spojené státy americké
- 1990 The Art Institute Gallery, Chicago, Spojené státy americké
- 1990 Karlův most, Praha
- 1990 Théatre des Sources, Avignon, Francie
- 1990 Le Grande Huit, Rennes, Francie
- 1990 Galerie D, Praha
- 1990 The Art Institute Gallery, Kansas City, Spojené státy americké
- 1990 Centre Pompidou, Paříž, Francie
- 1990 Galeria Codice, Ciudad de México, Mexiko
- 1990 East Wing Gallery, New York, Spojené státy americké
- 1990 Kunstforum, Bonn, Německo
- 1991 Maison de la Culture, Mons, Belgie
- 1991 The Museum of Modern Art, Montana, Spojené státy americké
- 1991 Umění akce, Mánes, Praha
- 1991 Povážská Galéria umenia, Žilina
- 1991 Šedá cihla 78/1991, Dům umění v Opavě, Opava
- 1991 Šedá cihla 78/1991, Galerie U Bílého jednorožce, Klatovy
- 1992 Dům U Hybernů, Praha
- 1992 Minisalon, Galerie Nová síň, Praha
- 1992 Ville de Rennes, Rennes, Francie
- 1992 Theatr Wandy Siemaszkowej, Rzeszów, Polsko
- 1992 Kulturzentrum Bürgerhaus, Garching, Německo
- 1992 Jiří Kolář, Vladimír Jarcovják, Radoslav Kratina, Vladimír Preclík, Joska Skalník, Galerie 33, Praha
- 1992 Book Design in Prague 1960–1990, The Cooper Union for the Advancement of Science and Art, New York, Spojené státy americké
- 1993 Lahti Art Museum, Lahti, Finsko
- 1993 Minisalon, Musée des Beaux Arts, Mons, Belgie
- 1993 UNC Mariani Gallery, Fort Collins, Spojené státy americké
- 1993 Curfman and Hatton Gallery, Colorado, Spojené státy americké
- 1994 Minisalon, Art and Culture Centre, Hollywood, Spojené státy americké
- 1994 Minisalon, Contemporary Arts Center, Cincinnati, Spojené státy americké
- 1994 The Museum of Modern Art, Toyama, Japonsko
- 1994 Minisalon, Courtyard Gallery, New York, Spojené státy americké
- 1995 Minisalon, Chicago Cultural Center, Chicago, Spojené státy americké
- 1995 Toskánský palác, Praha
- 1995 Písmo ve výtvarném umění, Regionální muzeum Kolín, Kolín
- 1995 Strahovský klášter, Praha
- 1995 Minisalon, Cultural Center of Iowa, Rapids, Spojené státy americké
- 1995 Minisalon, Indianapolis Musem of Art, Indianapolis, Spojené státy americké
- 1995 Minisalon, Jonson Gallery, Albuquerque, Spojené státy americké
- 1996 Fineart '96, Valdštejnská jízdárna, Praha
- 1996 Umění zastaveného času / Art when time stood still, Česká výtvarná scéna 1969–1985, České muzeum výtvarných umění, Praha
- 1996 Moravská galerie, Brno
- 1996 Minisalon, The Museum of Fine Arts, St. Petersburg, Spojené státy americké
- 1996 I. nový zlínský salon, Dům umění, Zlín
- 1996 Minisalon, Gallery of Fine Arts, Fort Myers, Spojené státy americké
- 1996 Minisalon, McKissick Museum, Columbia, Spojené státy americké
- 1996 Minisalon, University Art Gallery, Nord Dartmouth, Spojené státy americké
- 1997 Tschechische künstler: Maler / Grafiker / Bildhauer, Länderbereich Zentraleuropa, Ludwigshafen am Rhein, Německo
- 1997 Klášter Porta coeli, Předklášteří
- 1997 Synagoga Na Palmovce, Praha
- 1997 Umění zastaveného času / Art when time stood still, Česká výtvarná scéna 1969–1985, Státní galerie výtvarného umění v Chebu, Cheb
- 1997 Galerie výtvarného umění, Benešov
- 1997 Česká koláž, Palác Kinských, Praha
- 1997 Galerie Malovaný dům, Třebíč
- 1997 Galerie výtvarného umění, Ostrava
- 1997 Díla českých výtvarných umělců darovaná Univerzitě Karlově k 650. výročí jejího založení, Karolinum, Praha
- 1997 Galleria Comunale d'Arte Moderna e Contemporanea, Řím, Itálie
- 1997 Galerie Fryderyk, Mariánské Lázně
- 1997 vestibul IPB, Praha
- 1997 Galerie výtvarného umění, Litoměřice
- 1997 Moje mořské dobrodružství začíná…, Mánes, Praha
- 1997 Szajna Galeria, Rzeszów, Polsko
- 1998 Restaurace Ruchadlo, Zájezd
- 1998 Minisalon, Bibliotheque Royal de Belgique, Brusel, Belgie
- 1999 Výstavní síň U Dominikánů, Praha
- 1999 Hotel Intercontinental Jordan, Ammán, Jordánsko
- 1999 Galeria DAP, Varšava, Polsko
- 1999 Galerie Slováckého muzea, Uherské Hradiště
- 1999 Graeme College, Grahamstown, Jihoafrická republika
- 1999 Little Theatre, Kapské Město, Jihoafrická republika
- 2000 Imperial War Museum, Londýn, Spojené království
- 2000 Galerie Nový horizont, Praha
- 2000 …a poletíme dál…, Mánes, Praha
- 2000 Akademie der Künste, Berlín, Německo
- 2001 České muzeum výtvarných umění, Praha
- 2001 Moravská galerie, Brno
- 2002 Vooruit Kunstencentrum, Gent, Belgie
- 2002 Minisalon, Galeri Nasional Indonesia, Jakarta, Indonésie
- 2002 Minisalon, Museum Puri Lukisan, Ubud, Indonésie
- 2002 Národní muzeum, Praha
- 2003 Minisalon, Centre tchèque Paris (České centrum Paříž), Paříž, Francie
- 2003 Galerie kritiků – Palác Adria, Praha
- 2003 Galerie Navrátil, Praha
- 2003 Asociace a paralely, Galerie Caesar, Olomouc
- 2003 Výstavní síň Písecká brána, Praha
- 2003 Galerie Archa, Zlín
- 2004 Galerie Stodola, Audabiac
- 2005 Letohrádek Portheimka, Praha
- 2005 7. aukční salon výtvarníků, 372 dárců pro konto Bariéry, Karolinum, Praha
- 2005 Pražské ateliéry, Novoměstská radnice, Praha
- 2006 His Master's Freud, Galerie Mona Lisa, Olomouc
- 2006–2007 Salon kolínský výtvarníků, Regionální muzeum, Kolín
- 2007 Clam-Gallasův palác, Praha
- 2007 Farní dvůr, Horní Dubenky
- 2008 Meet Factory, Praha
- 2008 Kazach National Academy, Astana, Kazachstán
- 2008 Thani Gallery, Bangkok, Thajsko
- 2009 Regionální muzeum, Kolín
- 2009 Szanja Galeria, Rzeszów, Polsko
- 2009 Kalendáře pro Jindru Štreita, Galerie Smečky, Praha
- 2010 Galerie Carpe Diem, Praha
- 2011 Experimentální prostor NoD, Praha
- 2011 Jak to bylo s Kainem a Ábelem, Galerie kritiků – Palác Adria, Praha
- 2012 Czech Front Gallery, Los Angeles, Spojené státy americké
- 2012 Místodržitelský palác, Brno

## Zastoupení ve sbírkách
- Moravská galerie v Brně
- Muzeum umění a designu Benešov
- Uměleckoprůmyslové museum v Praze